# Kolvmotor
En kolvmotor är en motor som omvandlar ett gas- eller vätsketryck i en cylinder till en mekanisk rörelse av en kolv i cylindern. Kolven driver via en vevstake en vevaxel, som ger ett utgående vridmoment. Trycket kan antingen bildas i en extern process till exempel ångpanna, luftkompressor (gastrycksmotor) eller vätsketrycksmotor (hydraulmotor) eller bildas genom förbränning av gasen i cylindern (förbränningsmotor).
En kolvmotor kan under vissa förhållanden reversera energiutbytet och fungera som pump istället.
Om kolven endast ger en linjär kraft utan vevstake och vevaxel, till exempel slaghammare, betraktas det inte som en kolvmotor.

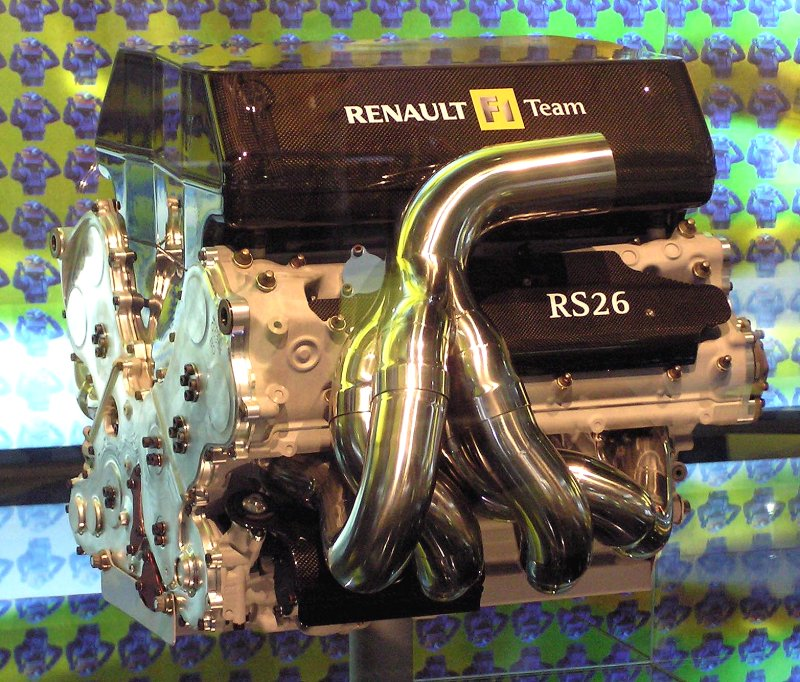
Renault Formula 1 V8-motor från 2006

I denna artikel beskrivs kolvmotorn som förbränningsmotor. För gas-/vätsketrycksmotorer hänvisas till artiklarna ångmaskin, pneumatisk motor och hydraulmotor. 

## Kolvmotorns kemi och konstruktion
Den generella kemin beskrivs i artikeln förbränningsmotor.

Gasutbytet i en tvåtaktsmotor

För kolvmotorns förbränningsprocess gäller speciellt:
Oxidationsmedlet för bränslet är det syre, som finns i den tillförda luften, varför kolvmotorer är svåra att använda i ubåtar i undervattensläge. I vissa racermotorer kan extra oxidationsmedel blandas in i bränslet, till exempel nitrometan eller lustgas. Luften kan tas in i cylindern på två sätt:
- Kolven kan suga in luften – en "sugmotor". Det gör att lufttrycket i cylindern blir lägre än atmosfärstrycket. Motorn blir enkel men får sugförluster speciellt vid låg belastning, och begränsningar i möjlig effekt vid hög belastning.
- Luften kan komprimeras utanför cylindern och tryckas in i denna. Detta ger för en given cylindervolym mer syre och därmed möjlighet att tillföra mera bränsle och fortfarande ha en stökiometrisk (fullständig) förbränning. Motorn säges vara överladdad, och ger en högre effekt för en given motorvolym. Kompressionen kan ske på två sätt:
  - Med en kompressor, som drivs mekaniskt av vevaxeln. Kompressorns laddtryck är i proportion till motorvarvtalet eftersom kompressorvarvtalet är synkront med detta, vilket ger en enklare motorstyrning.
  - Med en avgasturbo, som utnyttjar kvarvarande energi i avgaserna. Turbon består av en turbin och en kompressor på samma axel. Turbinen sätts i rotation av motorns avgaser och driver kompressordelen. Mängden avgaser varierar med motorns varvtal och effekt, vilket ger stora variationer av turbons laddtryck. Vid en plötslig ökning av motoreffekten sker ökningen av turbons laddtryck med en viss fördröjning. Dessa nackdelar kan i viss mån kompenseras. En avgasturbo kombineras ofta med en laddluftkylare som sänker den komprimerade luftens temperatur. Detta förbättrar motorns effekt och verkningsgrad samt sänker motorns temperatur vilket kan minska slitage och öka livslängd.

Bränsleblandningen med luften. Om bränslet är i vätskeform (ej gasdrift), sprids det i ett munstycke till fina droppar som sedan förgasas i luften. Om bränslet är i gasform, till exempel biogas, så blandas det med luften i insugningsröret. Bränsle i vätskeform kan tillföras på tre sätt:
- I en förgasare utanför motorns grenrör in i cylindrarna. Förgasare användes tidigare i alla Ottomotorer, men numera endast i mindre motorer till exempel tvåtakts motorsågar och fyrtakts gräsklippare. Förgasarna var kompromisser, som trots många kompensationsfunktioner inte förmådde styra bränsle/luftblandningen stökiometriskt i alla situationer. Motoreffekten reglerades genom att lufttillförseln varierades med ett gasspjäll. I dieselmotorer används aldrig förgasare.
- I en bränsleinsprutare i inloppsröret. Det är en magnetventil, som öppnar till en spridare under ett mycket kort ögonblick. En högtryckspump krävs som ger ett exakt och högt bränsletryck. Genom elektronik styrs bränsletillförseln genom att öppningstiden varieras. Numera används vanligen en insprutare per cylinder för att styrningen ska bli än mer exakt. Man mäter luftmängden som passerar spjället och styr insprutningstiden därefter. Används ej för dieselmotorer.
- I en insprutare inne i cylindern (direktinsprutning). Om luften inte innehåller något bränsle under kompressionstakten kan man öka kompressionen utan att riskera självantändning. Eftersom verkningsgraden ökar med gastrycket är det önskvärt att portionera in bränslet i cylindern först under förbränningstakten. Direktinsprutning kräver att bränsletrycket är avsevärt högre än i cylindern (100–200 bar vid bensin och 1600–2000 bar vid diesel). Styrningen av insprutningen kan ske på tre sätt:
  - En mekanisk bränslepump som pulsar ut bränslet i rätt tid till ett rör till varje insprutare som då öppnas. Användes i alla tidigare dieselmotorer. Effekten reglerades genom att bränslemängden varierades medan lufttillförseln var fri (ej gasspjäll)
  - Elektromagnetiska insprutare. Insprutarna styrs elektroniskt. Vanligen återcirkuleras bränslet till tanken när insprutaren är stängd för att låta bränslet kyla insprutaren. Användes endast för dieselmotorer.
  - Piezoelektriska insprutare. Tekniken medger avsevärt kortare insprutningstider. Genom att dela in insprutningen i flera pulser (vanligen fem) kan man sprida förbränningen över hela takten (se förbränning nedan). Började användas i dieselmotorer i början av 2000-talet. Bidrar till att minska bullret mycket eftersom momentan tryckökning undviks. År 2009 hade tekniken även kommit på ottomotorer vilket bedöms öka verkningsgraden.

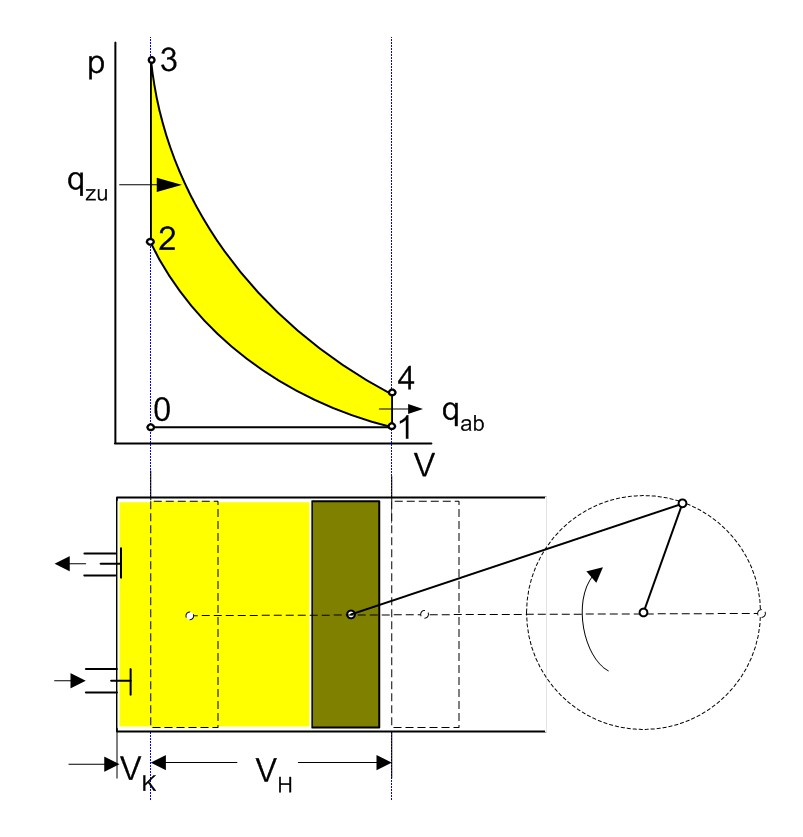
Tryck/volym-diagram för en ideal ottomotor

Olika typer av förbränningsrum i en dieselmotor

Förbränningen. Önskemålet är att den ska ske under hela förbränningstakten så att ett jämnt vridmoment erhålles (se dynamik nedan). Förbränningen sker i två faser:
- Antändning. 
  - Med tändstift – en ottomotor. En antändande gnista skapas som tänder strax innan övre dödläget. Gnistan skapas med en tändspole som har två lindningar med hög omsättning (sekundärlindning med många varv). När primärströmmen bryts induceras en mycket hög sekundärspänning (>12-25 kV). Tändläget (brytningen av primärströmmen) är mycket viktigt för att få högsta verkningsgrad. Vissa motorer har två tändstift (till exempel Alfa Romeo Twin Spark) för att få bredare flamfront och minska misständningar. Se mer i separat artikel tändsystem (ottomotor).
  - Med självantändning – en Dieselmotor. Sker om kompressionen är så hög att upphettningen överstiger bränslets flampunkt. Metoden kräver att bränslet sprutas in först när kolven närmar sig övre dödläget. Tidigare fanns risk att kompressionen ej höjde temperaturen tillräckligt vid starten av en kall motor. Man tog då hjälp av glödstift som värmdes före start. En annan variant var en tändkula som man skruvade ur som ett tändstift och värmde upp med en blåslampa. Den varma kulan skruvades åter in när motorn skulle startas. Fram till 2000-talet har vanligen dieselolja med relativt hög flampunkt använts. Men kring år 2000 började man experimentera med bensin som bränsle. För att förbränningen ej ska bli för häftig krävs, som ovan nämnts, att bränslet sprutas in i flera portioner med en piezoelektrisk insprutare. Oönskad självantändning kan ske i en ottomotor om bränslets flampunkt sjunker och belastningen är hög (mycket syre och bränsle). Det kallas knackning, eftersom den för tidiga tryckökningen skapar vibrationer i cylindern (motorblocket). Det kan framför allt uppstå i slutet av förbränningstakten då förbränningen är ojämn och kan återtända nära nedre vändpunkten. Moderna ottomotorer har en eller flera knackningssensorer som gör att tändläget kan justeras och motorn automatiskt kan anpassa sig till olika oktantal (flampunkter) hos bränslena.
- Flamfrontens fortplantning. Är normalt 15–25 m/s. Hastigheten beror på bränslet och bestämmer det varvtal som ger bäst verkningsgrad. En stor fartygsdiesel går på tjockolja som brinner långsamt. Cylindern är lång och varvtalet måste vara så lågt som ca 100 varv/min vilket är ett utmärkt propellervarvtal. Motsatsen är en 40 kubikcentimeters motorsågsmotor som går bäst uppåt 10 000 varv/min. Flamfrontens hastighet kan avta nära kallare ytor i cylindern och gaser kring kolvringarna kan bli oförbrända.

## Kolvmotorns dynamik
Kolvmotorn har en kolv som rör sig linjärt och med en vevstake som delvis gör en cirkelrörelse och får vevaxeln att rotera. Det ger två fundamentala problem:
- Variabelt vridmoment. Vridmomentet är positivt endast under förbränningstakten och är då sinusliknande. Noll vid kolvens toppläge, ökar till max när vevslängen är i 90 grader och går sedan åter mot noll. Beroende på förbränningsfronten kan det variera däremellan. Vid kompressionstakten är vridmomentet negativt med liknande sinusform. Vid de övriga två takterna i en fyrtaktsmotor är vridmomentet svagt negativt. Om motståndet från den drivna utrustningen, till exempel bilhjulen är konstant, så uppstår torsionssvängningar dels i hela motorn och dels i vevaxel och drivlina. För att kompensera detta så använder man två metoder:
  - Öka antalet cylindrar så att expansionstakterna kan spridas över hela cykeln. En 6-cylindrig fyrtaktare får då bara 2*360/6=120 grader mellan varje momenttopp i stället för 720 grader. Se dock V-8-motorer där två kolvar driver samma vevsläng vilket ger ett mer mullrande ljud.
  - Förse vevaxeln med ett svänghjul i ena änden. Svänghjulet som har högt tröghetsmoment jämnar då ut vridmomentet. Eftersom svänghjulet sitter i ena ändan av vevaxeln uppstår ändå mindre torsionssvängningar i vevaxeln. Man placerar då ibland en svängningsdämpare i andra ändan, vanligen i drivremshjulet i bilmotorer.

- Massrörelser (vibrationer) från kolv,vevstake och vevaxeln:
  - Kolvens och kolvbultens linjära svängning kan kompenseras med en motvikt i vevaxeln men det ger då istället en obalans vinkelrätt i vevaxeln. Det är därför viktigt att kolven har liten massa. Tillverkas vanligen av aluminium.
  - Vevstaken ger samma linjära svängning som kolven, men dessutom en vinkelrät svängning i vevslängsändan. Dessa båda svängningar kan kompenseras med motvikter på vevslängen. Den vinkelräta svängningen ger även viss sidosvängning på kolvbulten och kolven. På små kolvmotorer gör detta ingenting, men på till exempel stora fartygsdieslar kan det innebära cylinderslitage. Man delar därför upp vevstaken i två armar, där den övre pistongen styrs av en "tärning" i en tvärbalk så att den bara rör sig vertikalt, medan den undre rör sig även i sidled som en vanlig vevstake. En fördel med denna lösning är att man får en vägg mellan vevhus och cylinder vilket förbättrar tvåtaktscykeln vilken dessa dieslar vanligen använder och tillåter stänksmörjning.
  - Vevaxeln balanseras med motvikter till varje vevsläng. Dessutom ytterligare vikt för att kompensera mot kolvens och vevstakens rörelser. Men eftersom detta ökar den vinkelräta svängningen förses till exempel vissa bilmotorer med en balansaxel som enbart har funktionen att utjämna dessa svängningar. I andra fall, till exempel Harley-Davidsons V-twin-motor, ser man vibrationerna som en del av körupplevelsen och behåller en lite ogynnsam tändföljd/vevslängs-konstruktion.

Vad som ovan nämnts gäller för en cylinder. Genom att placera cylindrarna i olika vinklar mot varandra kan man ytterligare kompensera svängningarna:
- Genom att sprida flera cylindrar jämnt över varvet (stjärnmotor – se nedan).
- Genom att parvis placera cylindrarna motställda (boxermotor – se nedan).
- Genom att placera cylindrarna på rad med viss tändföljd (radmotor – se nedan).

## Kolvmotorns konfigurering
Fysiska variabler som ofta används:
- Kompressionsförhållande = Volymen av utrymmet ovanför kolven i nedre vändläget / Volymen ovanför kolven i övre vändläget. Ca 10 vid ottomotorer och 20 vid dieselmotorer.
- Slagvolym = Volymen mellan undre och övre vändlägena. En ottomotor kan ha ca 1 liter per 100 hk.
- Verkningsgrad = Tillförd energi / Avgiven energi. Vanligen 30-50%.
- Effekt = Avgiven nettoeffekt i drivaxeln sedan nödvändig effekt för kylning, smörjning, el mm avdragits. Uttrycks i watt (eller hästkrafter).
- Vridmoment = Kraften i drivaxeln uttryckt i newtonmeter vid olika varvtal. Fordon med jämnt och högt vridmoment från till exempel en turbomotor eller diesel behöver ej växlas så ofta.

Beroende på kolvmotorns användningssätt finns olika variabler att bestämma vid en konfigurering:

Animerad tvåtaktscykel i en ottomotor.

Animerad fyrtaktscykel i en ottomotor. Cykler:
1. Insugningstakt (Luft med bensinångor tillförs)
2. Kompressionstakt (Gasen upphettas) (
3. Expansionstakt (Ett tändstift antänder gasen)
4. Utblåsningstakt. (Avgaserna pressas ut)

Förbränningscykel. I praktiken finns endast två principer:
- Tvåtaktscykel. En takt är kombinerad utblåsnings- och insugningstakt (180 grader) och en är expansionstakt (180 grader). Idén är att utnyttja vevhuset för att fylla det med luft/bränsle när kolven går upp och sedan under expansionstakten komprimera den så att den i slutet av takten genom en öppning i cylinder trycks upp ovanför kolven samtidigt som avgaserna pressas ut. Se figur till vänster. Metoden är enkel, kräver inga ventiler och ger hög effekt per kg. Men styrningen av förbränningen ger sämre emissioner, även om nya styrsystem numera finns på till exempel utombordsmotorer. Stora 2-takts marindieslar har oftast en avgasventil som förbättrar utblåsningen. Tvåtaktsmotorn tillåter inte stänksmörjning från vevaxelslängarna när dessa doppar ner i en oljesump under motorn. Smörjningen sker genom inblandning av olja i bränslet (ger oljeförbrukning). Undantag är stora marindieslar med tvärbalk och delad vevstake (se dynamik ovan).
- Fyrtaktscykel. En insugningstakt, en kompressionstakt, en expansionstakt och en utblåsningstakt. Kräver ventiler för in- och utblåsningen. Har lite bättre verkningsgrad och lägre emissioner än 2-taktaren. Har lite högre vikt per kW. Tillåter stänksmörjning.

Bränsleantändning:
- Ottomotor med tändstift. Ger viss typ av gasemissioner. Tyst gång.
- Dieselmotor med självantändning. Ger partikelemissioner. Bullrar mer och kräver kraftigare dimensionering. Lite bättre verkningsgrad.
- "Otto/Diesel-Hybrid" med både självantändning och tändstift. I praktiken en dieselmotor som försetts med tändstift som används för både flytande och gasformiga bränslen. Ref. Scanias utvecklingschef Per Hallberg i Ny Teknik 2010.

Kylmetod:
- Luftkylning. Kräver att cylindrarna förses med kylflänsar. Luftströmmen kan hämtas från fartvinden till exempel på motorcyklar och flygplan. Alternativt med hjälp av en fläkt driven av vevaxeln till exempel på motorsågar.
- Vätskekylning. Cylindrarna och ventilerna omges av kylkanaler där vätskan pumpas runt. På utombordsmotorer används sjövatten med nackdelen att saltet ger korrosion. I fordon är vätskan vanligen vatten tillsatt med fryspunktsnedsättande glykol och rostskyddsmedel. I vissa motorer passerar vätskan en värmeväxlare som antingen är en luft-"kylare" eller kyls av till exempel saltvatten i marinmotorer. Vätskekylningen kan kompletteras med:
  - Oljekylning när till exempel kolvarna kyls av en oljestråle som underifrån sprutar upp mot kolvtoppen i turbomotorer. Oljan kyls i en egen krets inuti vattenkylaren.
  - Natriumkylning av avgasventilerna. Dessa är ihåliga och halvfyllda med natrium som är i vätskeform av värmen. Natriumet "plaskar" fram och tillbaka i ventilskaftet och transporterar bort värmen.

Stjärnmotor. Observera vevstakshållaren på ena vevstaken

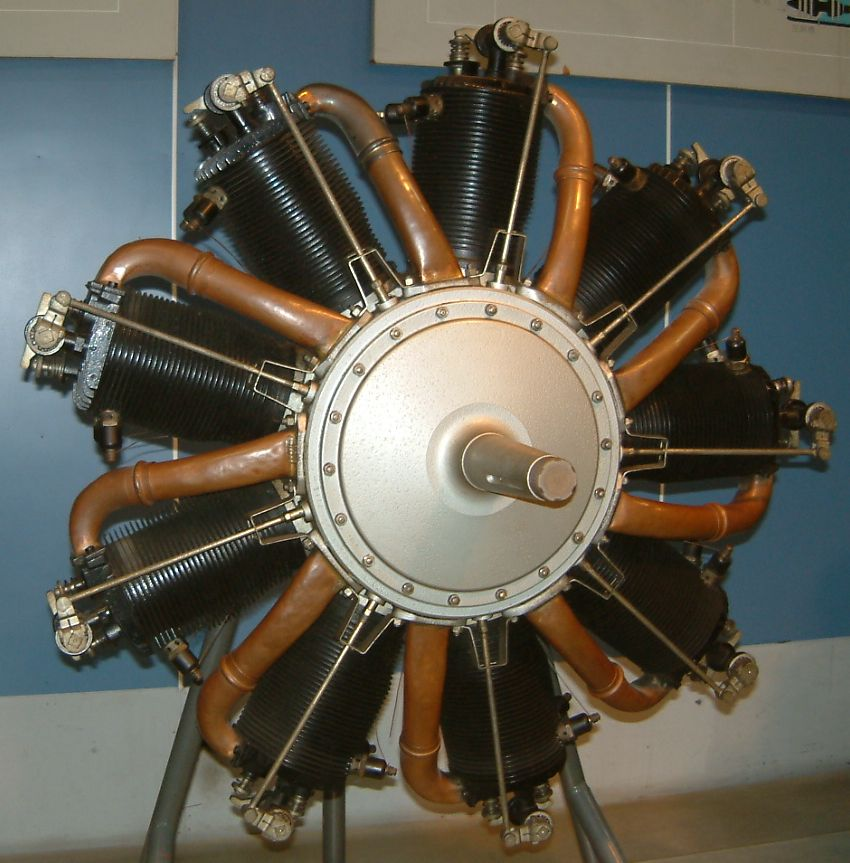
Roterande stjärnmotor för flygplan där vevaxeln är fast och motorn roterar (Le Rhone 9C). Bränsle och ricinolja för smörjning tillfördes genom en borrhål i vevaxeln.

Cylinderplacering. Cylindrarna kan placeras olika för att passa bättre i tillgängligt utrymme eller placera vevaxeln bättre för drivningen. Genom historien har de flesta möjliga kombinationer testats. Följande har överlevt:
- Radmotor. Cylindrarna placeras i rad utmed vevaxeln. Vanligt antal är 4, 5 eller 6. Vid flera cylindrar uppstår större påkänningar på vevaxeln. Men stora marindieslar kan ha över 14 cylindrar. Ger en lång och smal motor. Numera har alla radmotorer cylindrarna uppåt, men i några tidiga flygplan vändes cylindrarna nedåt för att få vevaxeln och därmed propellern högre från markytan (till exempel Tiger Moth). Den tekniken kräver särskild oljesmörjning.
- Stjärnmotor. Cylindrarna är placerade jämnt runt hela varvet. Vanligen är antalet cylindrar udda (7 stycken var vanligt), vilket möjliggör att expansionstakterna fördelas jämnt under de två varven. Alla vevstakarna placeras på samma vevsläng där, av utrymmesskäl, en vevstake är hållare för de övriga. Se figur. Stjärnmotorerna är oftast luftkylda och användes förr på vissa flygplan. För att minska luftmotståndet placerades ibland varannan cylinder bakom varandra och med två vevslängar. Krävde speciell smörjning eftersom oljesump ej kan användas.

Boxermotor med motställda vevslängar (cylindrarna lite förskjutna). Finns i BMW-motorcyklar.

- Boxermotor. Cylindrarna placeras parvis mitt emot varandra, ofta med var sin vevsläng så att vibrationer nästan elimineras. Möjliggör en låg tyngdpunkt i till exempel snabba bilar som Porsche.
- V-motor. Vanligen 2, 4, 6, 8 eller 12 cylindrar parvis i vinkel mot varandra. Benämns V2, V4, etc. Varje par kan dela på vevsläng. Ofta placeras insugningsrör m.m. mellan cylinderraderna. Motorerna blir kortare men bredare än radmotorer. Vibrationer elimineras ej helt. V-8-orna till exempel har ofta 4 vevslängar med var sin 90-graders vinkel, som ger bra balans. Tändföljden blir dock asymmetrisk, med det klassiska V-8-mullret som följd.
- Roterande stjärnmotor. Vevaxeln är fast medan de stjärnplacerade cylindrarna snurrar. Bränsle och olja tillförs genom borrade hål i vevaxeln. Tändsystemet roterar med motorn. Användes tidigt i några flygplan.
- Övriga typer som inte vunnit spridning är: U-motor, har två parallella cylindrar där kolvarna sitter på samma vevstake och Motkolvsmotor, är en radmotor med två kolvar i varje cylinder som löper mot varandra.

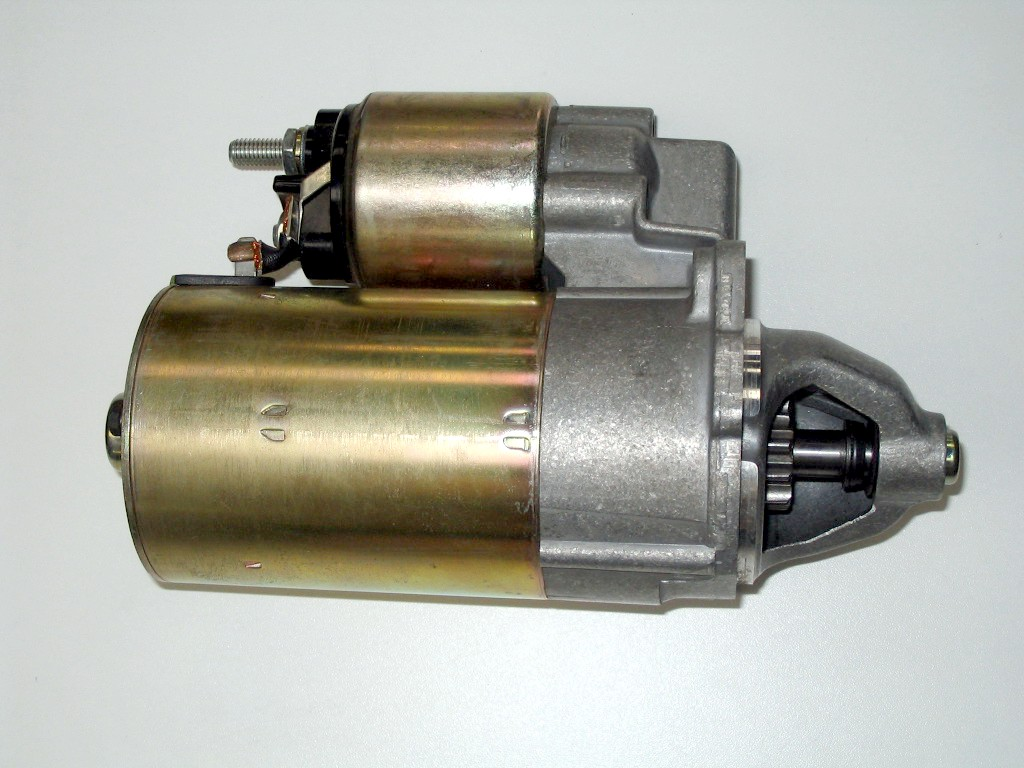
Elektrisk startmotor till bil

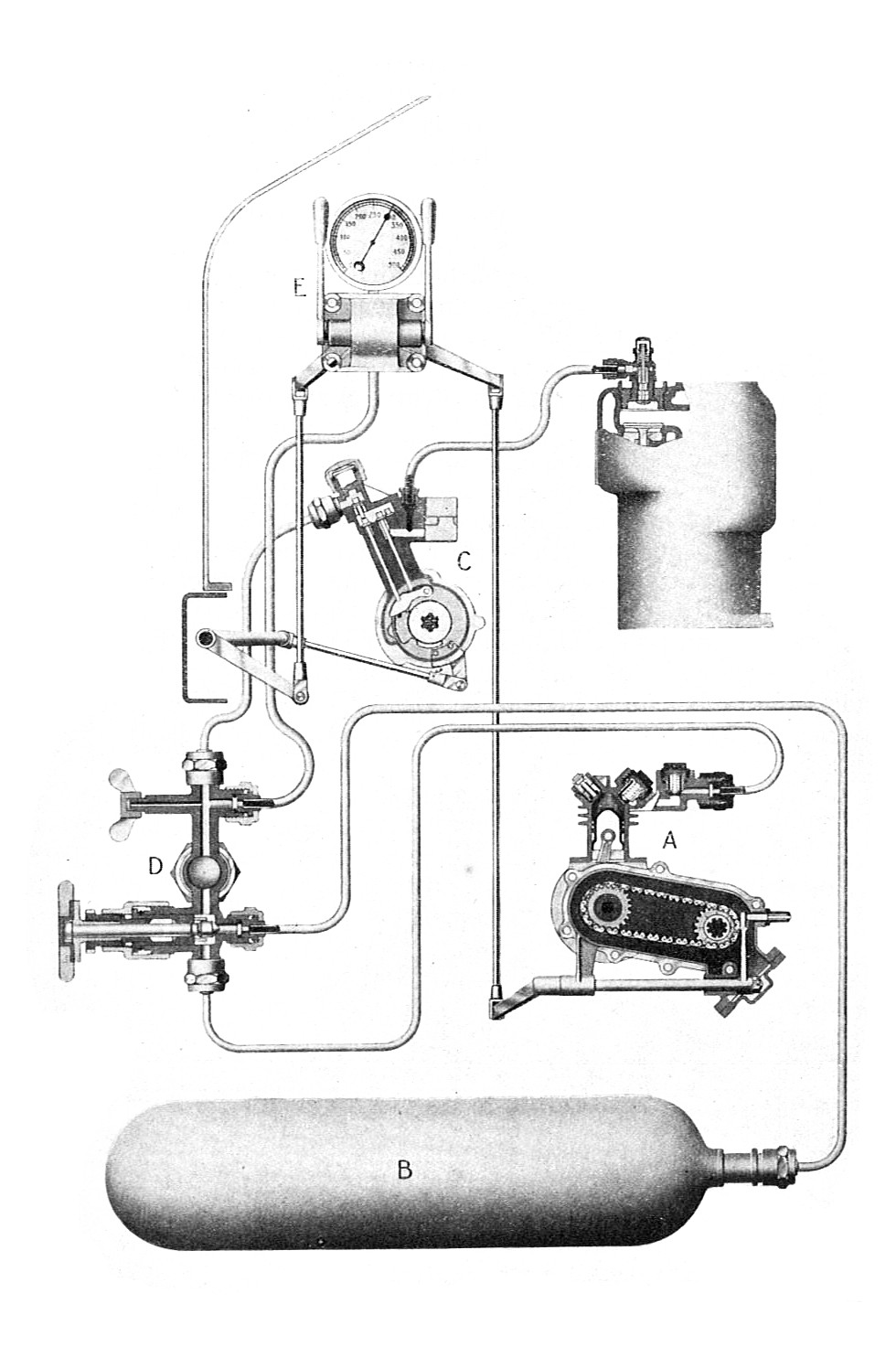
Wolsley tryckluftsystem för start av en råoljemotor

## Start – Tomgång
Problem. Kolvmotorns processcykel bygger på att den rörelseenergi som skapas vid expansionstakten, delvis utnyttjas till att komprimera gasen i efterföljande cykel. Därför blir vridmomentet omväxlande positivt och negativt. Men den rörelseenergi som kan upplagras minskar med kvadraten på varvtalet. Det finns därför ett minsta varvtal där processen kan hållas igång. Det kallas tomgångsvarvtal. För att en kolvmotor ska starta krävs att den fås att rotera så att åtminstone en tändning drar upp varvtalet till tomgång.
Startmetoder. Det finns i princip 4 metoder att tillföra den rotationsenergi som krävs:
- Manuell kraft:
  - Startvev. Användes tidigt på bilar och tändkulemotorer. Man vevade fram tills man kände att kompressionen fjädrade emot och ryckte då till. På tidigare bilar fanns ett tändinställningsreglage. Om det stod fel kunde man få ett bakslag så att armen kunde gå ur led om man inte passade sig. För tändkulorna lät man svänghjulet gunga fram och tillbaka och utnyttjade kolven som en fjäder och byggde upp energin i svänghjulet tills den blev så stor att man passerade övre tändläget så att motorn startade.
  - "Kickstart". Motsvarar startveven men man använder foten i stället för armen. Fanns mest på motorcyklar.
  - Startsnöre. En startapparat på svänghjulet har en snörvinda, som återupprullar snöret efter varje ryck. Används på alla motorsågar, mindre utombordare och snöskotrar.
  - "Dra igång". En nödlösning för mindre fordon, som motorcyklar, som man kan springa igång och bilar, som man rullar igång genom att skjuta på eller bogsera.
- Elektrisk kraft. Förutsätter batteri som kan laddas mellan starterna:
  - Elmotor som kopplar till en kuggkrans på svänghjulet när den startar (bendixkoppling). Vanligast på fordon.
  - Kombinerad generator/elmotor för likström, som vid start fungerar som motor och under gång som generator. Var vanligt på mindre marinmotorer.
  - Kombinerad generator/elmotor/svänghjul för växelström som sitter fast på svänghjulet. Styrs av växelriktare (kraftelektronik) som kan reglera växelströmsfrekvensen. Används på moderna hybridbilar för både bränsle och el.
- Pneumatisk kraft. Komprimerad luft pressas in i cylindrarna och trycker ned kolvarna med tillräcklig kraft för att starta cykeln. Används på större dieslar (enklast med tvåtaktare) som finns i fartyg och lokomotiv. Förutsätter en trycktank som laddas med luft under gång.
- Förbränningskraft (direktinsprutning). Den senaste tekniken med direktinsprutning i cylindern av lättantändlig bensin möjliggör att initiera en expansionstakt även om luften ej är komprimerad. Förutsätter många cylindrar. Var ännu 2010 ej i praktisk drift.

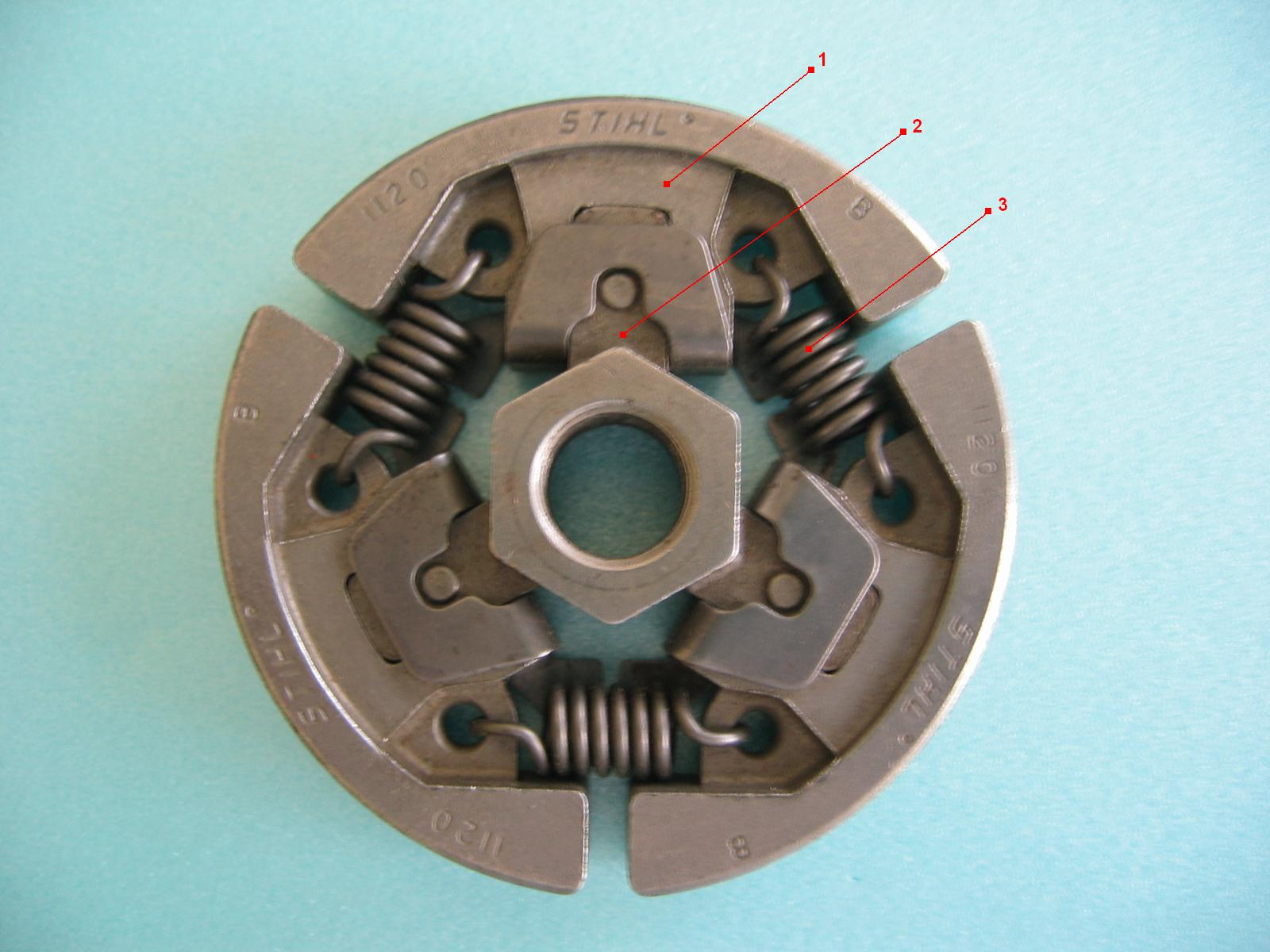
Centrifugalkoppling i en motorsåg
1 Friktionsbackar med egenvikt
2 Tärning som ger radiellt tryck på friktionsbackarna
3 Dragfjäder som avstämts mot tomgång

Urkoppling. På fordon krävs en koppling som tillåter att motorn går fastän fordonet stannar och som kan slira igång fordonet vid start. Typer av kopplingar:
- Ingen koppling. Gäller stora fartyg där man låter propellern gå "stand by" eller stoppar motorn.
- Centrifugalkoppling som kopplar in om tomgångsvarvtalet överskrids. Används på motorsågar (ej fordon) och vissa motorcyklar.
- Konkoppling som momentant kopplar in utan slirning. Används på utombordsmotorer och andra marinmotorer och har då även ett inbyggt backslag.
- Friktionskoppling, vanligen med lameller. Vanlig i fordon. I början av 2000-talet introducerades  "dubbelkopplingslådor" där två lamellkopplingar styrs av en dator så att en ryckfri växling kan ske och där den ena kopplingen alltid förbereder växellådan för nästa växel.
- Hydraulisk momentomvandlare. Vanlig i automatväxlade bilar och entreprenadmaskiner.

Tomgångsreglering. Tomgångsvarvtalet är ofta lite högre än minsta möjliga för att avgasemissioner ska undvikas. Är även högre vid kall motor. Reglering:
- Mekanisk. En "justeringsskruv" på förgasarspjället eller insprutningspumpen. Används numera endast på småmotorer.
- Elektronisk. En pulssensor känner av varvtalet och reglerar en luftslid som reglerar luftströmmen förbi det stängda luftspjället vid en ottomotor eller insprutningsmängden vid en dieselmotor. Momentomvandlarna kan ha ett slirmotstånd som gör att mer effekt måste tillföras när automaten står stilla i "drive"-läget. På moderna bilmotorerna är luftspjället drivet av en stegmotor som öppnar spjället lagom. Tekniken ger på köpet en konstantfarthållare.

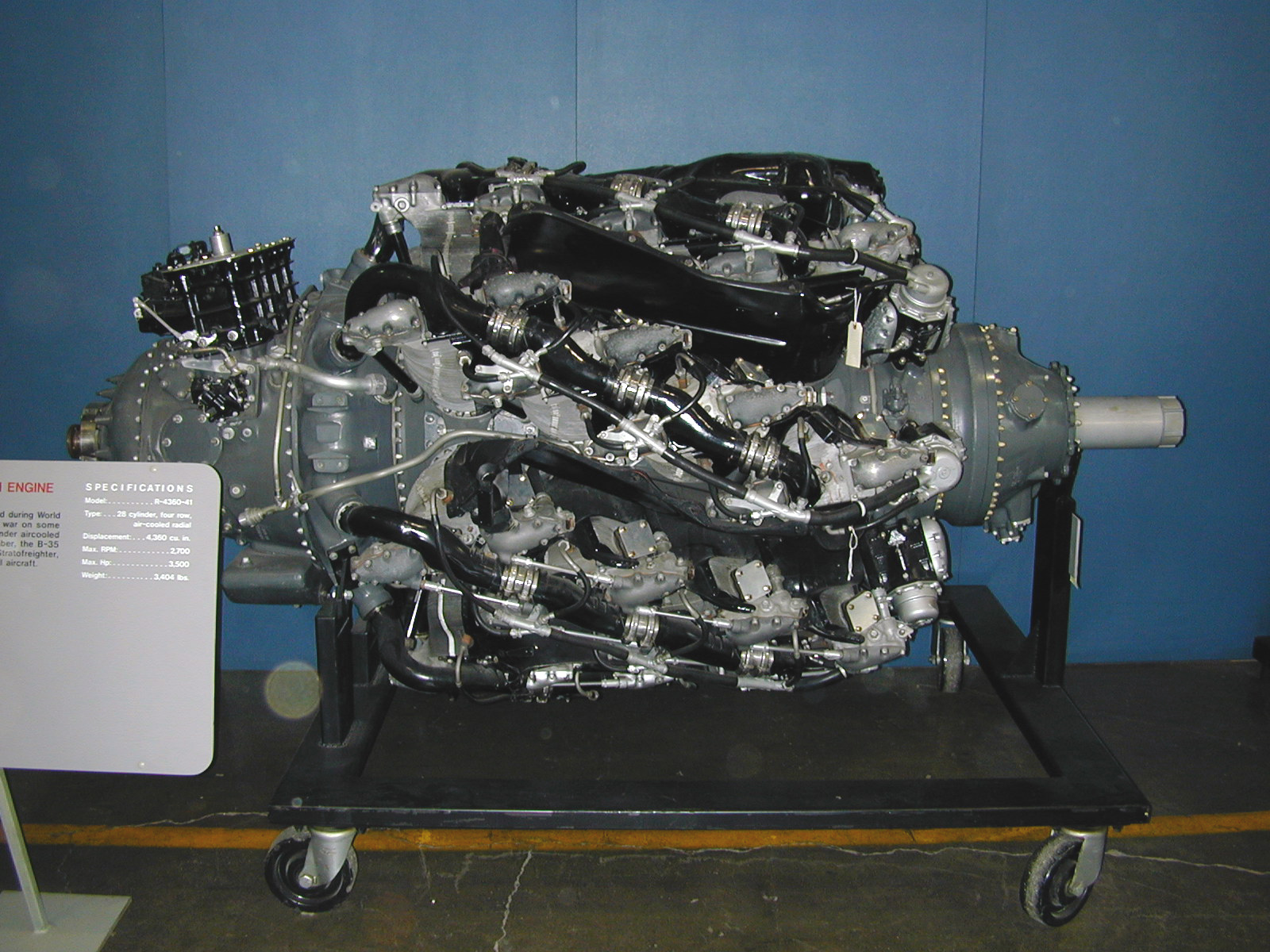
En av de mest avancerade kolvmotorerna som gjorts: Stjärn/radmotor för propellerplan Pratt & Whitney R-4360 Wasp Major

## Huvudkomponenter
Beskrivs mer i egna artiklar:
- cylinder (maskindel). Luftkylda med kylflänsar eller vätskekylda gjutna i ett cylinderblock, ibland med ett inpressat cylinderfoder av stål.
- kolv (maskindel) tillverkad i aluminium eller magnesium. I ett antal spår sitter kolvringar som fjädrar mot cylinderytan och ger gastätning mellan förbränningsrummet och vevhuset. Förutsätter en oljefilm på cylinderväggen för att eliminera metallkontakt. En oljering finns ofta för att hindra olja att läcka upp i förbränningsrummet.
- Vevstake. Lagras i kolven med en kolvbult. Lagras i vevaxelsvängen med ett glidlager.
- Vevaxel med vevslängar och motvikter. Lagras i vevhuset med ramlager mellan varje vevsläng i form av glidlager eller nållager (lätta motorsågar). I ena ändan finns vanligen ett svänghjul, i den andra ibland en startapparat/fläkt/tändmagneter, drivhjul för kamaxlar, vätskepump, generator, etc.
- Cylinderhuvud eller topplock, i tvåtaktsmotorer ofta hopgjutet med cylindern, i fyrtaktsmotorerna ett lock som innehåller 2-4 ventiler och tändstift eller insprutare för varje cylinder.
- Kamaxel vid fyrtaktsmotorer, en eller två, påverkande ventilerna direkt (OHC over-head-cam-shaft), via vipparmar eller via stötstänger och vipparmar. Drivs av vevaxeln med halva varvtalet.
- Tändsystem (ottomotor)

Övriga komponenter beror på motortyp och beskrivs under deras artiklar.

## Historia
Kolvmotorns historia började med ångmaskinen då man under 1800-talet lärde sig grunderna för cylindrar, kolvar, vevaxlar mm.
Uppfinningarna av två- och fyrtakts-principerna, Ottos tändteknik och Diesels insprutningsteknik satte fart på utvecklingen kring sekelskiftet. Under 1900-talet fortsatte man med mängder av motortyper och förbättring av de olika funktionerna. Ofta var det nya material och nya produktionstekniker med allt snävare toleranser som drev utvecklingen. 
Under slutet av 1900-talet introducerades datoriserade motorstyrsystem, som radikalt minskade emissionerna och ökade verkningsgraden. Dagens motorer har mycket hög tillförlitlighet, trots den avancerade konstruktionen.